# North East Cambridgeshire
Circonscription parlementaire de la Chambre des communes
La circonscription de North East Cambridgeshire est une circonscription électorale anglaise située dans le Cambridgeshire, et représentée à la Chambre des communes du Parlement britannique depuis 2010 par Stephen Barclay du Parti conservateur.

## Géographie
La circonscription comprend :
- Les villes de Chatteris, March, Whittlesey et Wisbech

## Députés
Les Members of Parliament (MPs) de la circonscription sont :
| Législature                                                    | Années        | Député          | Député        | Parti        |
| -------------------------------------------------------------- | ------------- | --------------- | ------------- | ------------ |
| North East Cambridgeshire issue de Isle of Ely et Peterborough |               |                 |               |              |
| 49e                                                            | 1983–1987     |                 | Clement Freud | Libéral      |
| 50e                                                            | 1987–1992     |                 | Malcolm Moss  | Conservateur |
| 51e                                                            | 1992–1997     |                 | Malcolm Moss  | Conservateur |
| 52e                                                            | 1997–2001     |                 | Malcolm Moss  | Conservateur |
| 53e                                                            | 2001–2005     |                 | Malcolm Moss  | Conservateur |
| 54e                                                            | 2005–2010     |                 | Malcolm Moss  | Conservateur |
| 55e                                                            | 2010–2015     | Stephen Barclay |               | Conservateur |
| 56e                                                            | 2015–2017     | Stephen Barclay |               | Conservateur |
| 57e                                                            | 2017–2019     | Stephen Barclay |               | Conservateur |
| 58e                                                            | 2019–2024     | Stephen Barclay |               | Conservateur |
| 59e                                                            | 2024–en cours | Stephen Barclay |               | Conservateur |

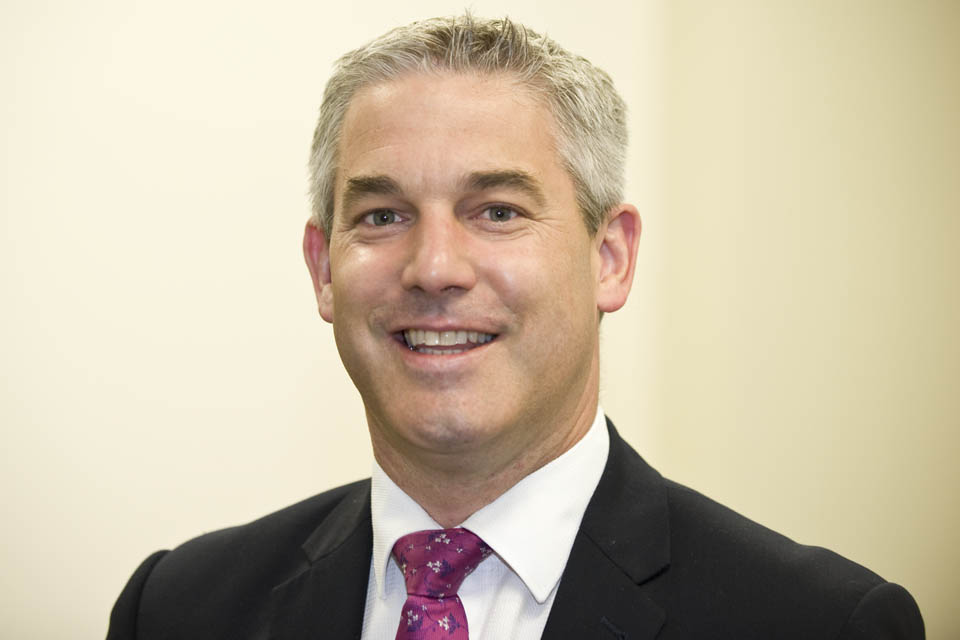
Stephen Barclay (2010-Présent)